# Þorsteins þáttr skelks
Þorsteins þáttr skelks es una historia corta islandesa (þáttr) de finales del siglo XIII o principios del XIV. El relato se centra en el reinado de Olaf I de Noruega (r. 995-1000) y el encuentro de su protagonista Þorsteinn Þorkelsson con un fantasma mientras está al servicio del rey. La historia se considera como una historia de propaganda cristiana. La obra se conserva en Flateyjarbók.

## Sinopsis
Una noche Þorsteinn es abordado durante el baño por un fantasma que le explica como las naciones son atormentadas en el infierno y marca diferencias entre «buenos paganos» como Sigurd y «malos paganos» como Starkad y como son tratados. Þorsteinn le pide que le muestre las lágrimas de ansiedad de Starkad y el fantasma grita cada vez más alto. Los gritos son tan impresionantes que despiertan al rey que ordena repicar las campanas y desaparece el fantasma. Þorsteinn le explica al rey que no tuvo miedo mientras sucedía todo eso, a excepción del grito más fuerte que le hizo sentir un temblor en el pecho (nórdico antiguo: skelkr) y es así como recibe el apodo de Þorsteinn skelkr.